# Открытый сезон
«Открытый сезон» — фильм 1974 года режиссёра Питера Коллинсона, снятый по рассказу Дэвида Осборна «Настоящие американцы» («The All Americans»).

## Сюжет
три истинно американских мальчика, которые вместе играли в футбол и служили во Вьетнаме, любят доказывать, что они мужчины, на две недели в году отправляясь в горы, чтобы немного поплавать, поохотиться, выпить, подружиться, убить и изнасиловать.
Оригинальный текст (англ.)three clean-cut American boys who played football and served in Vietnam together - like to prove they are men two weeks in the year by going into the mountains to indulge in a little swimming, hunting, drinking, comradeship, murder and rape.
Time Out
Три друга, Кен, Джордж и Арт — среднестатистические американцы из среднего класса, порядочные отцы семейств с жёнами и детьми, каждый год отправляются на две недели на охоту. Эти трое знают друг друга ещё со школьных времён, их связывает воинское братство по Вьетнамской войне.
Покидав ружья в багажник семейного универсала они едут в охотничий домик. По пути заезжают в придорожный отель, где, сняв проституток, устраивают групповую оргию, и предаются приятным для них воспоминаниям — как ещё в колледже на троих изнасиловали девушку, но она, сойдя с ума, повесилась, и их вину доказать не смогли, как безнаказанно «развлекались» с местными девушками служа во Вьетнаме.
На утро продолжив путь, они, притворившись полицейскими, останавливают машину с парой — Мартином и его подругой Нэнси, и обманом отвозят в свой охотничий домик, расположенный в огромном лесном массиве на берегу озера в десятках километров от цивилизации.
Троица в очередной раз «открывает сезон охоты» — они каждый год похищают пару и после интенсивного периода сексуальных манипуляций, избиений и унижений жертвы получают время, чтобы попытаться убежать, после чего их выслеживают и убивают.
В первый день, унизительно заставив Мартина делать домашнюю работу, похитители отправляются с Нэнси на охоту показывая ей как они — настоящие мужчины, охотники и добытчики — ловко умеют выслеживать и убивать дичь, а вечер проводят с наслаждением — под алкоголь ловко манипулируя Нэнси, чтобы она поверила, что удовлетворив их выйдет из беды, все трое занимаются с ней сексом. Утром, после того, как они развлеклись с Нэнси, они объясняют паре правила их «охоты» — до трассы 45 километров, у них 30-минут форы, после чего начнётся преследование. Ненси на коленях умоляет отпустить их, Мартин сулит похитителям деньги, но «охотники» насмешливо отказываются. «Охота» начинается. Однако, в лесу есть ещё кто-то, считающий что эти «добропорядочные американцы» ничем не отличаются от зверей. К вечеру только этот таинственный стрелок выйдет из леса живым.

## В ролях
- Питер Фонда — Кен
- Джон Филлип Лоу — Джордж
- Ричард Линч — Арт
- Корнелия Шарп — Нэнси
- Альберто де Мендоса — Мартин
- Уильям Холден — таинственный стрелок

## Критика
Хотя фильм был расценен критиками как попытка «антивоенной аллегории», но, в рецензии «Los Angeles Times» было замечено, что фильм был широко осуждён за потворство садо-мазохистским фантазиям при отсутствии положительных персонажей, в то же время отмечалась игра актёров, сценарий характеризовался как «умно выстроенный», а  кинематография была «замечательной».

Фильм может быть призван нанести удар по человечеству, но послание заглушается смехом беззаконной троицы — на самом деле картина представляет собой антологию приколов. Кудахча, хихикая, улюлюкая, булькая, проверяя и завывая, старые приятели, похоже, извлекли ощущение смешного из поля боя. Таланты Питера Фонда растрачиваются впустую. Иногда ему удается выглядеть грозным, но в основном он ведет себя как веселый директор развлекательного центра в курортном лагере … Корнелия Шарп так же плохо кричит, как и убегает, и только Альберт Мендоса — как жертва мужского пола — действует с какой-то убежденностью; его горькая сдержанность действительно кажется подходящей для этой роли.

Тем не менее, хотя «открытый сезон» не имеет никакого отношения к саспенсу, это не самый худший фильм, который я видел в этом году.— Nora Sayre - Screen: 'Open Season':A Film of Dull Sadism at Neighborhoods //  The New York Times, Nov. 2, 1974

Лучшие эпизоды фильма изображают дикость небрежно. Охотники используют хорошие манеры, унижая Мартина и сковывая Нэнси, чтобы она не могла убежать. Хуже того, они относятся ко всему своему приключению как к обычной охоте, потягивая пиво и обмениваясь шутками, даже когда они готовятся к садистскому убийству. Создатели фильма мудро избегают музыкального озвучивания во многих сценах, позволяя жутким событиям на экране создавать настроение без украшений. Лучше всего — заключительные полчаса фильма, в течение которых отдаленный остров становится местом убийства. Как только персонажи сбрасывают свои притворства, дикое сердце этого отвратительного маленького фильма громко бьется.
Оригинальный текст (англ.)The best sequences of Open Season depict savagery casually. The hunters use good manners while humiliating Martin and shackling Nancy so she can’t escape. Worse, they treat their whole adventure like a regular hunting trip, downing beers and trading jokes even as they prepare for sadistic homicide. The filmmakers wisely eschew musical scoring during many scenes, letting the creepy onscreen events manufacture mood without adornment. When music does kick in, however, some of the misguided attempts at replicating hillbilly melodies are distracting. The acting is uneven, though Fonda, Law, and Lynch simulate camaraderie well. (FYI, William Holden makes a mark in a very small supporting role.) Best of all is the film’s final half-hour, during which a remote island becomes a killing ground. Once the characters in Open Season throw off their pretenses, the savage heart of this nasty little movie beats loudly. 
— Peter Hanson - Open Season // Every 70s Movie

К его чести, открытый сезон изображает садизм в интересной манере, небрежно и сдержанно. Хотя похитители — жестокие убийцы, они не слюнявые монстры или пучеглазые психи, что делает тихий психологический ужас, который внушают жертвам, ещё более пугающим.
Оригинальный текст (англ.)tTo its credit, OPEN SEASON portrays sadism in an interesting manner, casually and understated. While the kidnappers are cruel murderers, they aren’t slobbering monsters or bug-eyed psychos, which makes the quiet psychological terror they inflict on Sharpe and de Mendoza more chilling.